# Hypnomys
Hypnomys (українська можлива назва — балеарська велетенська соня) — вимерлий рід гризунів родини вовчкових (Gliridae). Вирізняються велетенськими розмірами і є прикладом острівного гігантизму.

## Поширення
Представники роду були поширені на Балеарських островах. Вони з'явилися там на початку пліоцену, ймовірно під час Мессінського піку солоності, коли острови були з'єднані з материком. Вимерли у голоцені з появою на островах людей.

## Систематика
Аналіз мітохондріальної ДНК 2020 року показав, що його найближчий живий родич — жолудниця (Eliomys), від якої Hypnomys відділився близько 13,67 млн років тому.

## Опис
Дослідження 2016 року показало, що H. onycensis може жити більше 10 років, набагато довше, ніж відповідні таксони.